# 龍星涼
龍星涼（／ Ryusei Ryo，1993年3月24日—），日本男演員，出生於東京都，隸屬於研音。

## 演出作品
- 註：粗體字表主演

### 電視劇
- 無法坦誠相對（2010年4月15日 - 6月24日，富士電視台）- 高橋正文
- 震撼鮮師（2010年7月 － 9月，TBS電視台）- 廣瀨巧海
- 秘密（2010年10月15日 - 12月10日，朝日電視台）- 相馬春樹
- 復胖男女（2011年4月27日 - 6月29日，日本電視台）- 天野史郎
- 櫻蘭高校男公關部（2011年7月22日 - 9月30日，TBS電視台）- 猫澤梅人
- 還有第11人！ 第2集 （2011年10月28日，朝日電視台）- 宇野
- 獸電戰隊強龍者（2013年2月17日 - 2014年2月9日，朝日電視台）- 桐生大吾（King）／強龍紅（聲）、岩泉猛志之介
- 女信長（2013年4月5日・6日，富士電視台）- 森蘭丸
- GTO（2014年7月8日 - 9月16日，富士電視台・關西電視台）- 芹澤航平
- 對不起青春！（2014年10月12日 - 12月21日，TBS電視台）- 大木隆
- 迷宮搜查（日语：迷宮捜査） （2015年5月10日，朝日電視台）- 九鬼祐太
- 第27回 フジテレビヤングシナリオ大賞（日语：富士電視台青年腳本大賞） 超限定能力（日语：超限定能力） （2015年12月20日，富士電視台）- 秋山舜太郎[4]
- Drama Special 江戶川亂步誕生120周年逝世50周年記念 黑蜥蜴（2015年12月22日，富士電視台・關西電視台）- 小林芳雄[5]
- 約飯 Season2 第3集（2016年2月2日，TBS・MBS）- 畔上俊
- 極樂天使 第3－4集 （2016年5月7日 - 14日，日本電視台）- 中村亮二[6]
- 戀聲情人夢（2016年7月8日 - 9月30日，東京電視台） - 兵頭誠[7]
- 賢者之愛（日语：賢者の愛#テレビドラマ）（2016年8月20日 - 9月10日，WOWOW電視台）- 澤村直巳
- THE LAST COP episode 0（2016年9月17日，日本電視台）- 北澤奏汰
- 連續電視小說（NHK）
  - 雛鳥（2017年4月3日 - 9月30日）- 綿引正義
  - 心胸咚咚（2022年4月25日 - 9月30日）- 比嘉賢秀
- 正義巨人 第1－5集（2017年4月16日 - 5月14日 ，TBS） - 中村俊哉
- 成人高校 （2017年10月14日 - 12月9日 ，朝日電視台) - 山田翔馬
- 法醫女王 (2018年1月12日 - 3月16日，TBS）- 木林南雲
- 昭和元祿落語心中（2018年10月12日 - 12月14日，NHK綜合頻道）- 有樂亭與太郎
- 警察之家（2019年1月11日 - 3月15日，TBS）- 瀨川草介
- 都立水商！〜令和〜（2019年5月8日 - 6月26日，TBS）- 石綿直樹
- 同期的小櫻（日语：同期のサクラ）（2019年10月9日 - 12月18日，日本電視台）- 清水菊夫
- 忒修斯之船（2020年1月19日 - 3月22日，TBS）- 長谷川翼
- 華麗追隨（2020年2月27日，Netflix）- 龍星涼
- 35歲的少女（2020年10月10日 - 12月12日，日本電視台）- 今村達也
- 只是把檔案填成男性（日语：書類を男にしただけで）（2020年10月11日，TBS）- 杉田哲也
- 戀愛漫畫家（2021年4月8日 - 6月17日，富士電視台）- 早瀨剛
- 獅子的點心（2021年6月27日 - 8月15日，NHK）- 田陽地
- 跟拍到你家（2021年8月14日 - 9月25日，東京電視台）- 玉岡直人
- STAND UP START（2023年1月18日 - 3月29日，富士電視台）- 三星大陽
- VIVANT（2023年7月16日 - 9月17日，TBS）- 新庄浩太郎
- 國王戰隊帝王者 第32－33集（2023年10月8日 - 10月15日，朝日電視台）- 桐生大吾（King）（聲）／強龍紅（聲）
- 大河劇 致光之君 第16回 - （2024年4月28日 - ，NHK）- 藤原隆家
- ACMA:GAME 惡魔遊戲（2024年4月7日 - 6月9日，日本電視台）- 上杉潛夜
- 潛入兄妹 特殊詐欺特命搜查官（日语：潜入兄妹 特殊詐欺特命捜査官）（2024年10月5日 - 12月14日，日本電視台）- 渡良瀨貴一（與八木莉可子雙主演）
- TOKAGE 警視廳特殊犯搜查組（2025年6月30日，東京電視台）- 西條順一

### 網路劇
- au LISMO Channel (Video)（日语：LISMO Channel#LISMO Channel(Video)） 連続オリジナルドラマ 「くるみ洋品店」（2011年7月1日 - 7月29日、全5回）- 前田剛
- 日本電視台×Hulu 原創劇「THE LAST COP」 第6集＆第7集  （2015年6月，Hulu 配信）- 北澤奏汰
- 紺田照的合法食譜（2018年，Amazon）- 紺田照

### 電影
- 詐欺遊戲-再生-（2012年3月3日）- 下原田オサム
- 櫻蘭高校男公關部 劇場版（2012年3月17日）- 猫澤梅人
- 大奧～永遠～【右衛門·綱吉篇】（2012年12月22日）- 新典侍
- 超級戰隊系列
  - 特命戰隊Go Busters VS 海賊戰隊豪快者 THE MOVIE（2013年1月19日）- 桐生大吾／強龍紅（聲）
  - 幪面超人×超級戰隊×宇宙刑事 超級英雄大戰Z（2013年4月27日）- 桐生大吾／強龍紅（聲）
  - 劇場版 獸電戰隊強龍者 GABURINCHO OF MUSIC（2013年8月3日）- 桐生大吾／強龍紅（聲）
  - 獸電戰隊強龍者 VS Go Busters 恐龍大決戰！ 再見永遠的朋友啊（2014年1月18日）- 桐生大吾／強龍紅（聲）
  - 平成騎士對昭和騎士 幪面超人大戰 feat.超級戰隊（2014年3月29日）- 桐生大吾／強龍紅（聲）
  - 烈車戰隊特急者 VS 強龍者 THE MOVIE（2015年1月17日）- 桐生大吾／強龍紅（聲）
  - 國王戰隊帝王者VS強龍者（2024年4月26日）- 桐生大吾／強龍紅（聲）
- 我們是獎金收益團（2014年5月10日）- 赤井達也
- Orange橘色奇蹟 （2015年12月12日）- 須和弘人
- 斑馬 （2016年5月21日）- 竜夫[8]
- 愛哭鬼小丑的婚禮（日语：泣き虫ピエロの結婚式） （2016年9月24日）- 秋山陽介[9]
- Bros. Max Man（日语：Mr.マックスマン#Bros.マックスマン） （2016）- 谷口英雄
- 與妳的第100次愛戀 （2017年2月4日）- 松田直哉[10]
- 第22年的告白：我是殺人犯 （2017年6月10日）- 春日部信司
- 老師！我可以喜歡你嗎（2017年10月28日）- 川合浩介
- 哭泣的赤鬼（日语：泣くな赤鬼）（2019年6月14日）- 和田圭吾
- 碧藍之海劇場版（2020年8月7日）- 北原伊織
- 飆速宅男（2020年8月14日）- 金城真護
- 回來後重新開始（2020年9月4日）- 熊井大和
- G-MEN（2023年8月25日）- 瀨名拓美
- 劇場版 ACMA:GAME 最終之鑰（2024年10月25日）- 上杉潛夜
- SHOWTIME 7（2025年2月7日）- 安積征哉
- 九龍大眾浪漫（2025年8月29日）- 蛇沼三幸

### 電影吹替
- 玩具總動員4（2019年）- Forky

## 舞台劇
- スタジオライフ公演　「OZ‐オズ－」(2012年2月-3月)主演 - ムトー役

## 外部連結
- 竜星涼官方網站 （页面存档备份，存于）
- 研音 竜星涼 Profile （页面存档备份，存于）
- 龍星涼的Ameba部落格（日語）
- 龍星涼的Instagram帳戶
- 龍星涼的X（前Twitter）

| 前任： 鈴木勝大 （特命戰隊Go Busters） | 日本超級戰隊系列紅色戰士演員 獸電戰隊強龍者 2013年2月17日-2014年2月9日 | 繼任： 志尊淳 （烈車戰隊特急者） |